# Molytinae
Molytinae es una subfamilia de curculiónidos, tan diversa como la subfamilia Curculioninae. La definición general del grupo se hace muy compleja debido a su alta diversidad. Se distribuyen de forma cosmopolita. Ciertas especies son plagas agrícolas de importancia en América.

## Importancia agrícola
Entre los miembros de esta subfamilia considerados plagas agrícolas se enmarca el género Heilipus. El cual, de acuerdo a los señalado por Castañeda-Vildozola et al. (2010) son la principal plaga de Persea americana Mill., causando daño al interior del tronco. Encontrándose los miembros del género Heilipus exclusivamente en América asociados a Lauraceae. Se han descrito especies endémicas en Estados Unidos, Brasil, Costa Rica, Colombia y Panamá. 
El género Conotrachelus es de distribución americana. Ese género posee más de 1.100 especies descritas, siendo algunas de estas de alto riesgo para los planteles frutales y cultivos. Entre estos destaca el 'curculio del ciruelo', Conotrachelus nenuphar, el cual ataca al ciruelo, manzano y duraznos en Estados Unidos (O'Brien y Couturier, 1995).  

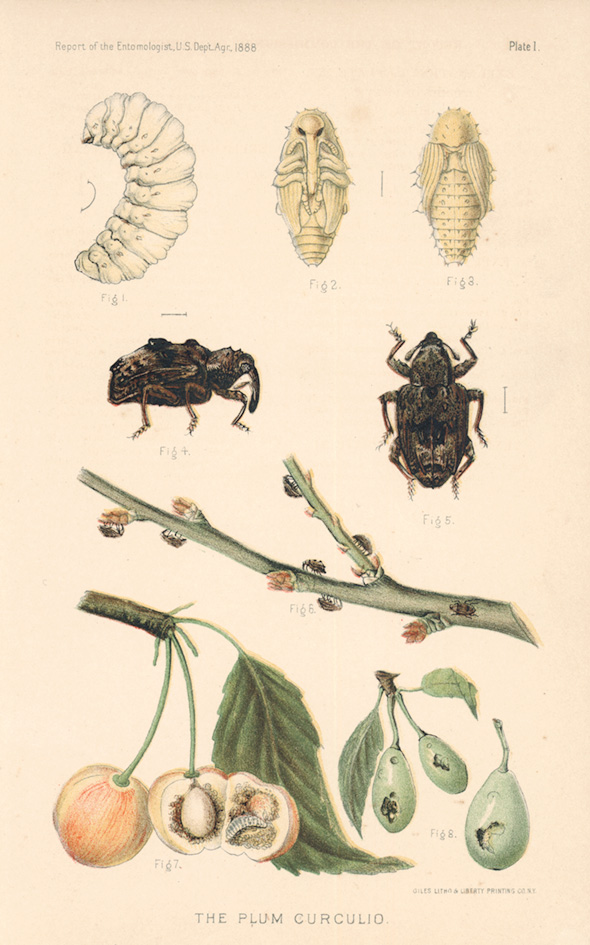
Conotrachelus nenuphar, curculio del ciruelo

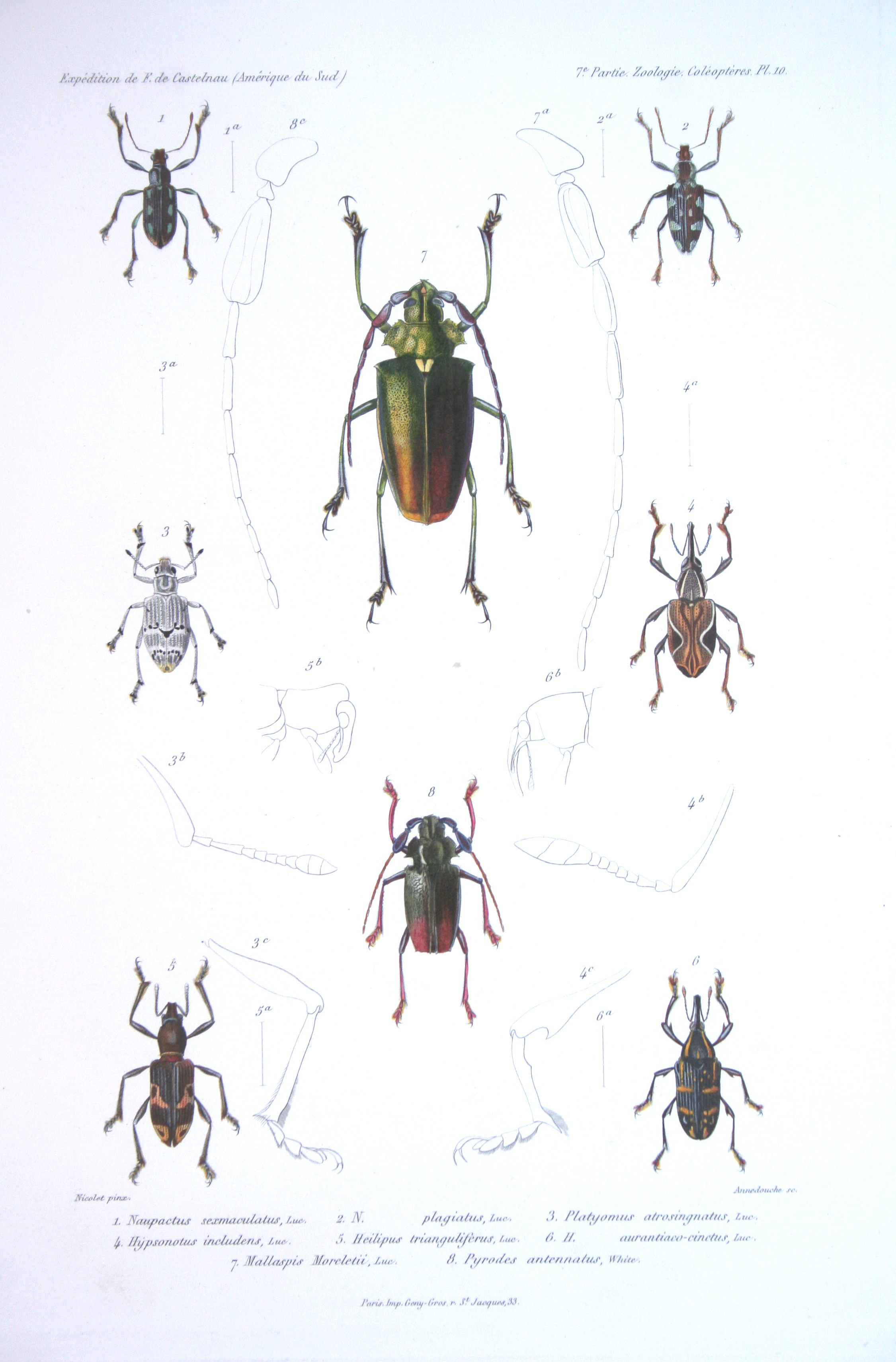
Heilipus sp., N°5 y N.º 6.

## Tribus
La siguiente lista señala las tribus de acuerdo al trabajo de Bouchard et al. (2011). Aun cuando Kuschel (1987) indica que Molytinae posee numerosas tribus (que como taxones originales eran subfamilias). Según otros hay 37 tribus.
| - Anoplini. Bedel, 1883 - Amalactini. Lacordaire, 1863 - Aminyopini. Voss, 1956 - Amorphocerini. Voss, 1939 - Anchonini. Imhoff, 1856 - Brachyceropseini. Aurivillius, 1926 - Cholini. Schönherr, 1825 - Cholina. Schönherr, 1825 - Cholomina. Vaurie, 1974 - Rhinastina. Vaurie, 1973 - Cleogonini. Gistel, 1848 - Conotrachelini. Jekel, 1865 - Cycloterini. Lacordaire, 1863 - Cycloterina. Lacordaire, 1863 - Thrombosternina. Voss, 1965 - Dinomorphini. Lacordaire, 1863 - Emphyastini. Lacordaire, 1863 - Euderini. Lacordaire, 1865 - Galloisiini. Morimoto, 1962 - Guioperini. Lacordaire, 1865 - Hylobiini. Kirby, 1837 - Epistrophina. Marshall, 1932 - Hylobiina. Kirby, 1837 - Ithyporini. Lacordaire, 1865 - Colobodina. Voss, 1958 - Ithyporina. Lacordaire, 1865 - Sclerocardiina. Lacordaire, 1865 - Itini. Reitter, 1913 | - Juanorhinini. Aurivillius, 1931 - Lepyrini. Kirby, 1837 - Lithinini. Lacordaire, 1863 - Lithinina. Lacordaire, 1863 - Rhytidophloeina. Voss, 1963 - Lymantini. Lacordaire, 1865 - Mecysolobini. Reitter, 1913 - Metatygini. Pascoe, 1888 - Molytini. Schönherr, 1823 - Leiosomatina. Reitter, 1913 - Molytina. Schönherr, 1823 - Plinthina. Lacordaire, 1863 - Typoderina. Voss, 1965 - Nettarhinini. Lacordaire, 1865 - Pacholenini. Lacordaire, 1863 - Paipalesomini. Marshall, 1932 - Petalochilini. Lacordaire, 1863 - Phoenicobatini. Champion, 1914 - Phrynixini. Kuschel, 1964 - Pissodini. Gistel, 1848 - Cotasteromimina. Morimoto, 1962 - Orthorhinina. Jekel, 1865 - Pissodina. Gistel, 1848 - Sternechini. Lacordaire, 1863 - Styanacini. Chûjô and Voss, 1960 - Trachodini. Gistel, 1848 - Trigonocolini. Lacordaire, 1863 - Trypetidini. Lacordaire, 1865 |

## Algunos géneros
- Adexius
- Alloplinthus
- Anchonidium
- Anchonus
- Anisorhynchus
- Aparopion
- Baezia
- Caecossonus
- Chalcodermus
- Cholus
- Conotrachelus
- Demyrsus
- Dioptrophorus
- Echinosomidia
- Emphyastes
- Epacalles
- Eudociminus
- Gastrotaphrus
- Gononotus
- Heilipus
- Heilus
- Hilipinus
- Hoplopteridius
- Hormops
- Hylobius
- Hyperomorphus
- Iberoplinthus
- Leiosoma
- Lepilius
- Lepyrus
- Liparus
- Lymantes
- Lyperobius
- Micralcinus
- Microhyus
- Micromastus
- Minyops
- Mitoplinthus
- Nanus
- Neoerethistes
- Neoplinthus
- Oromia
- Pachylobius
- Palaeocorynus
- Pheloconus
- Pissodes
- Plinthus
- Pseudechinosoma
- Rhyssomatus
- Steremnius
- Sternechus
- Sthereus
- Styphloderes
- Thalasselephas
- Trachodes
- Tranes

## Galería

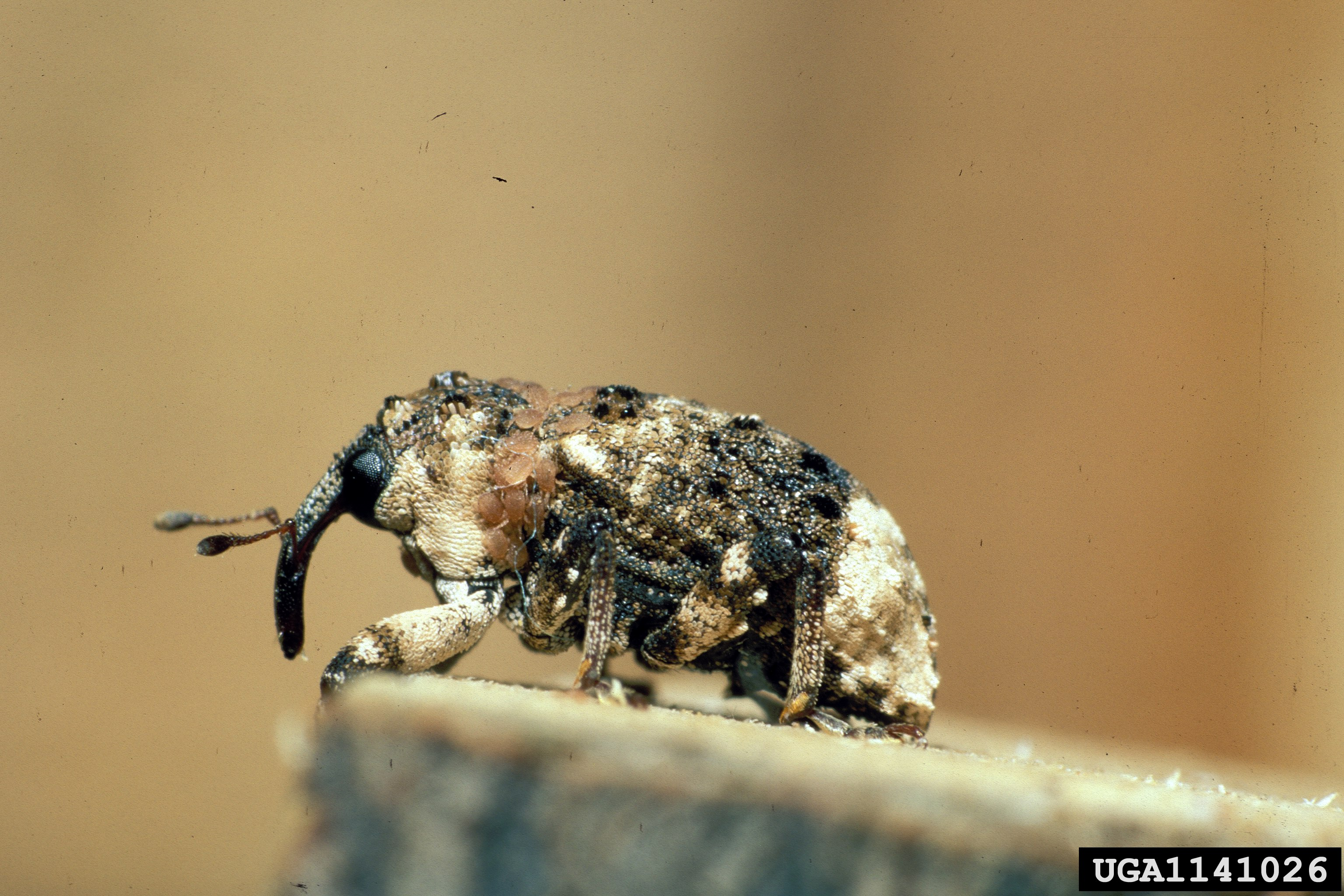
Cryptorhynchus lapathi
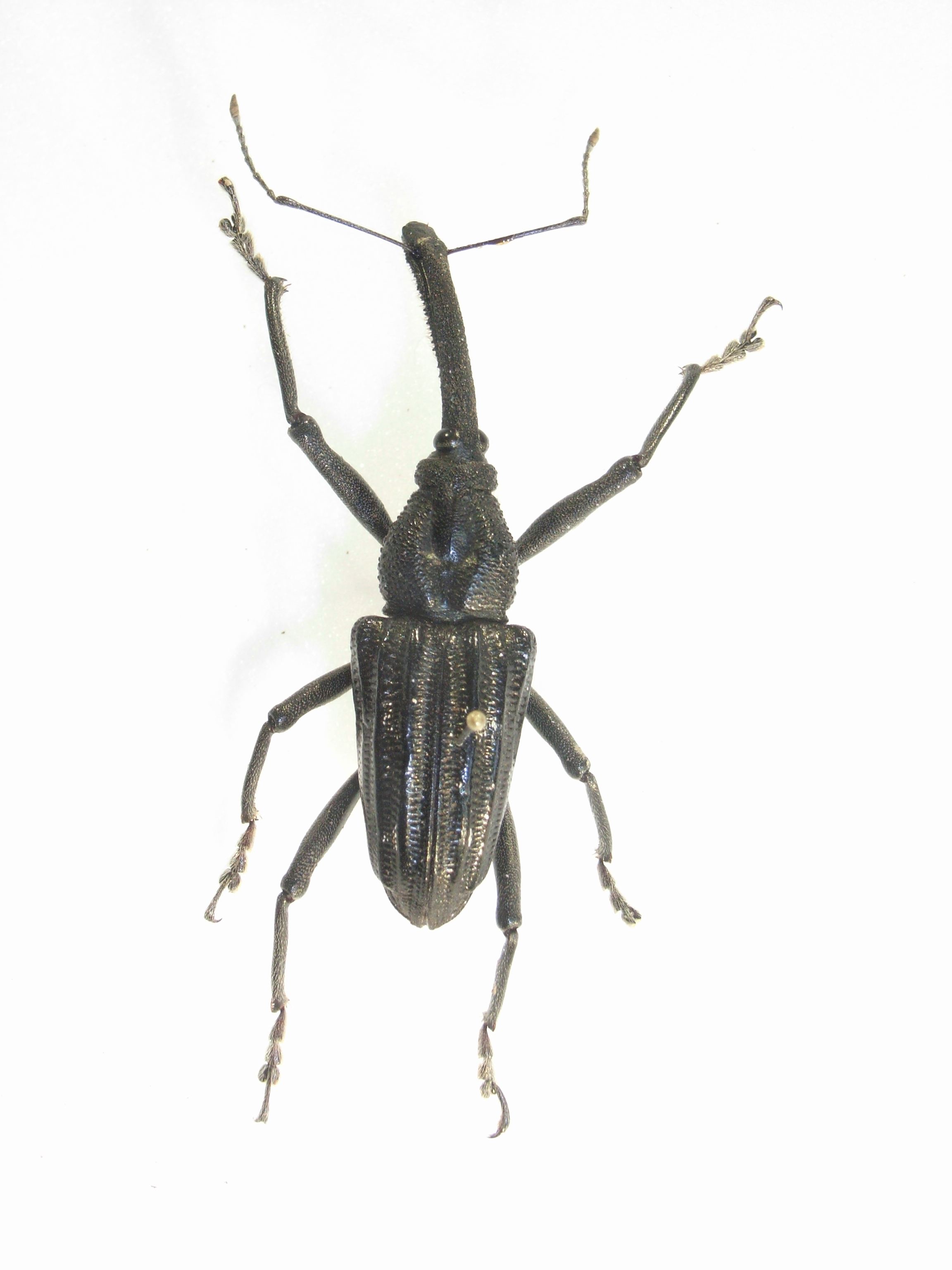
Vanapaoberthuri sp.
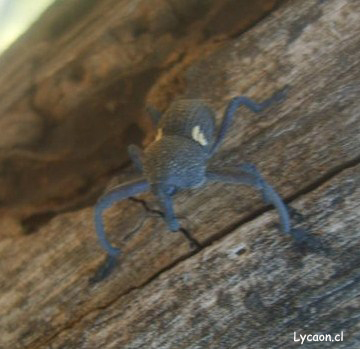
Rhyephenes humeralis
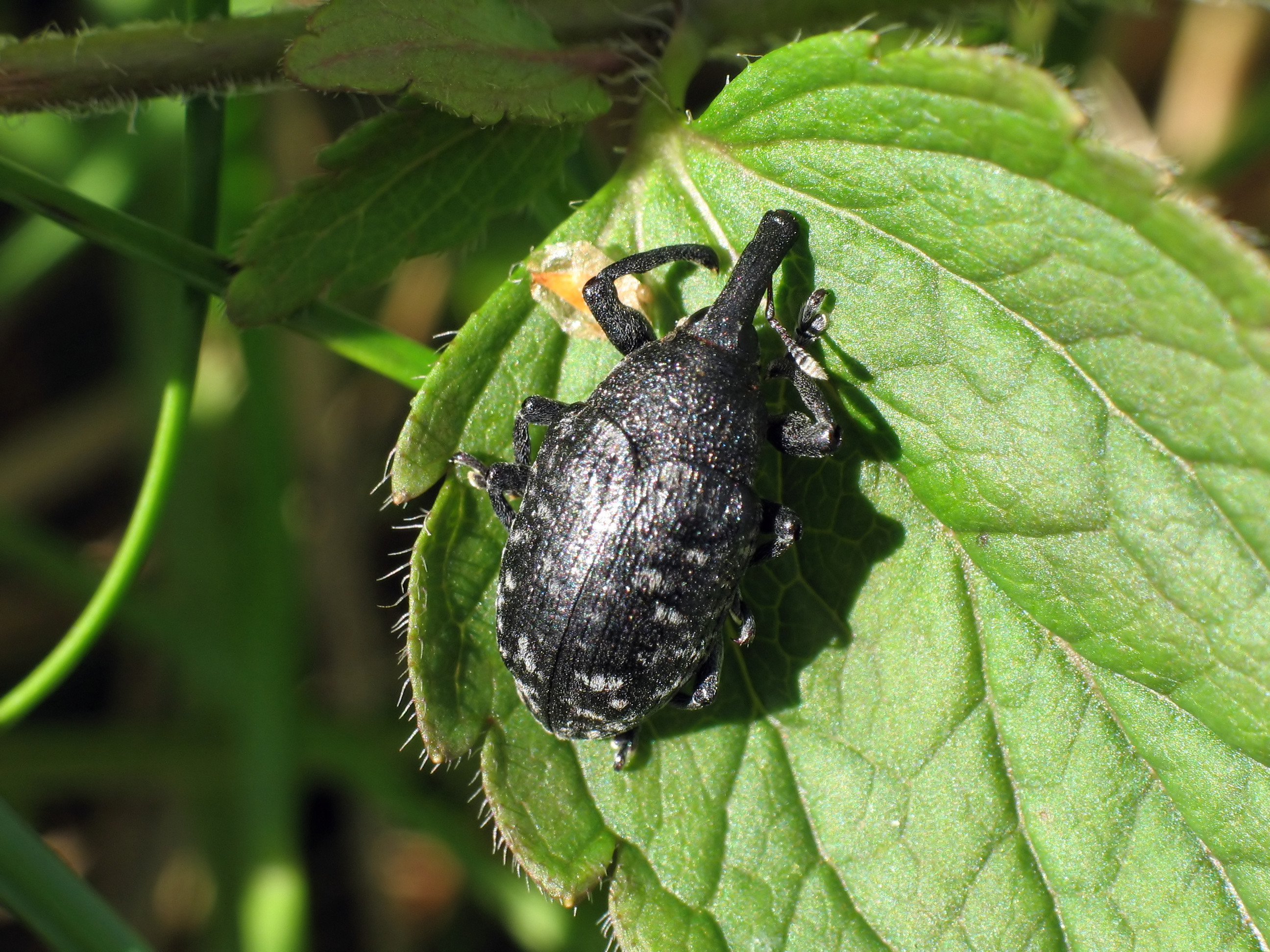
Larinus sturnus
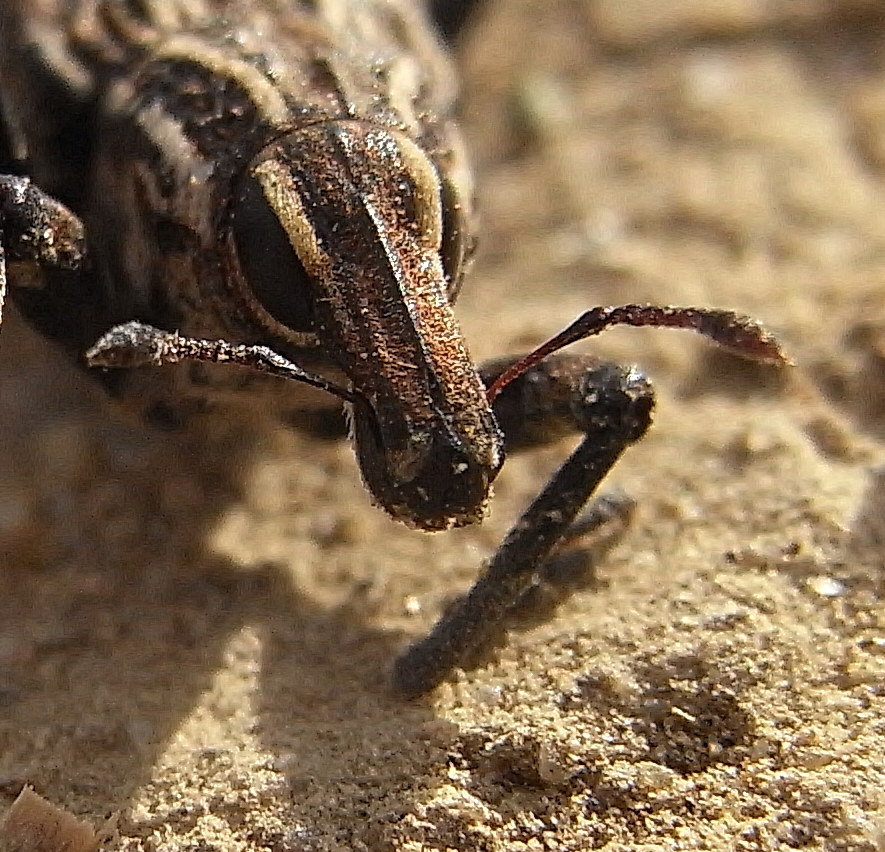
Coniocleonus nigrosuturatus
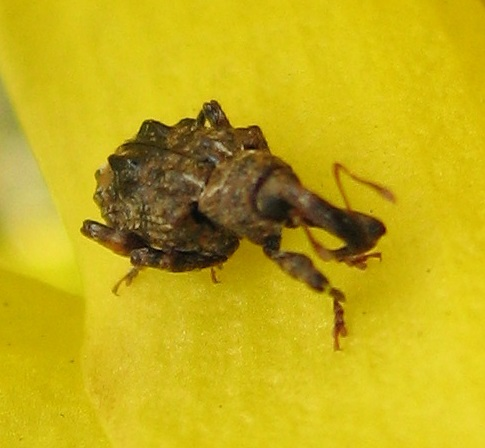
Conotrachelus nenuphar
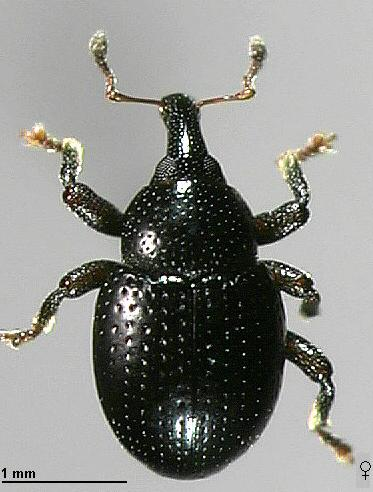
Leisoma sp.
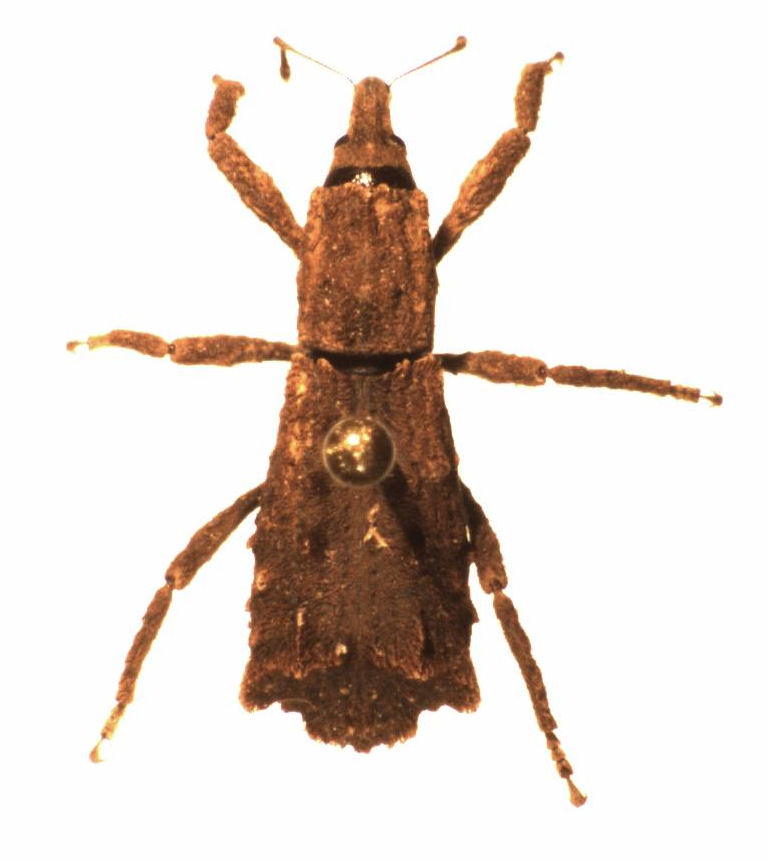
Cuneopterus conicus
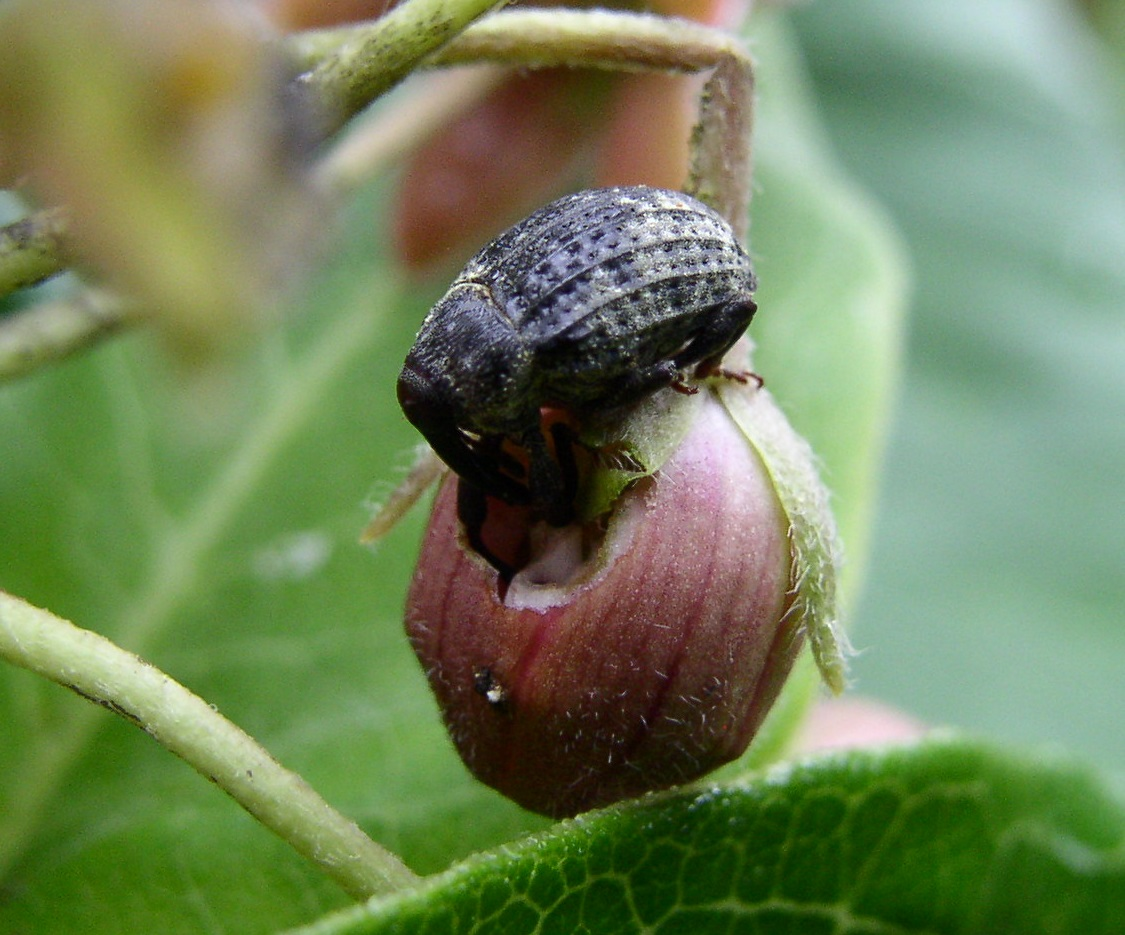
Rhyssomatus lineaticollis
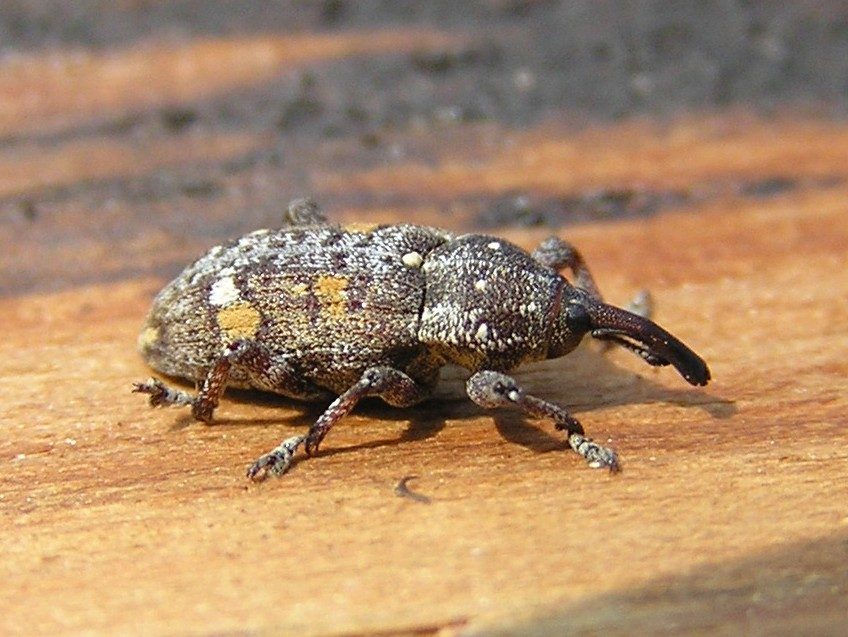
Pissodes notatus
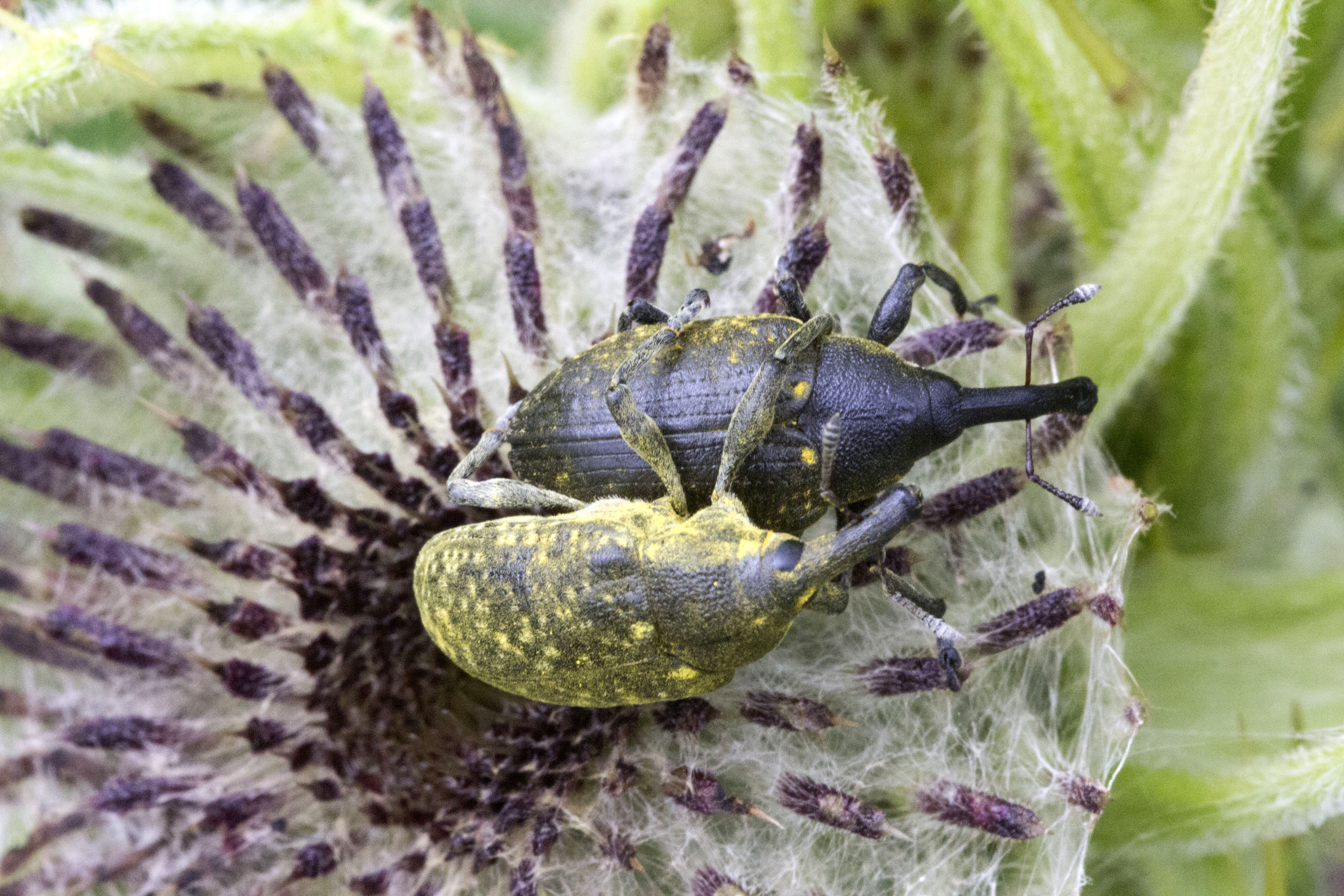
Liparus - MHNT
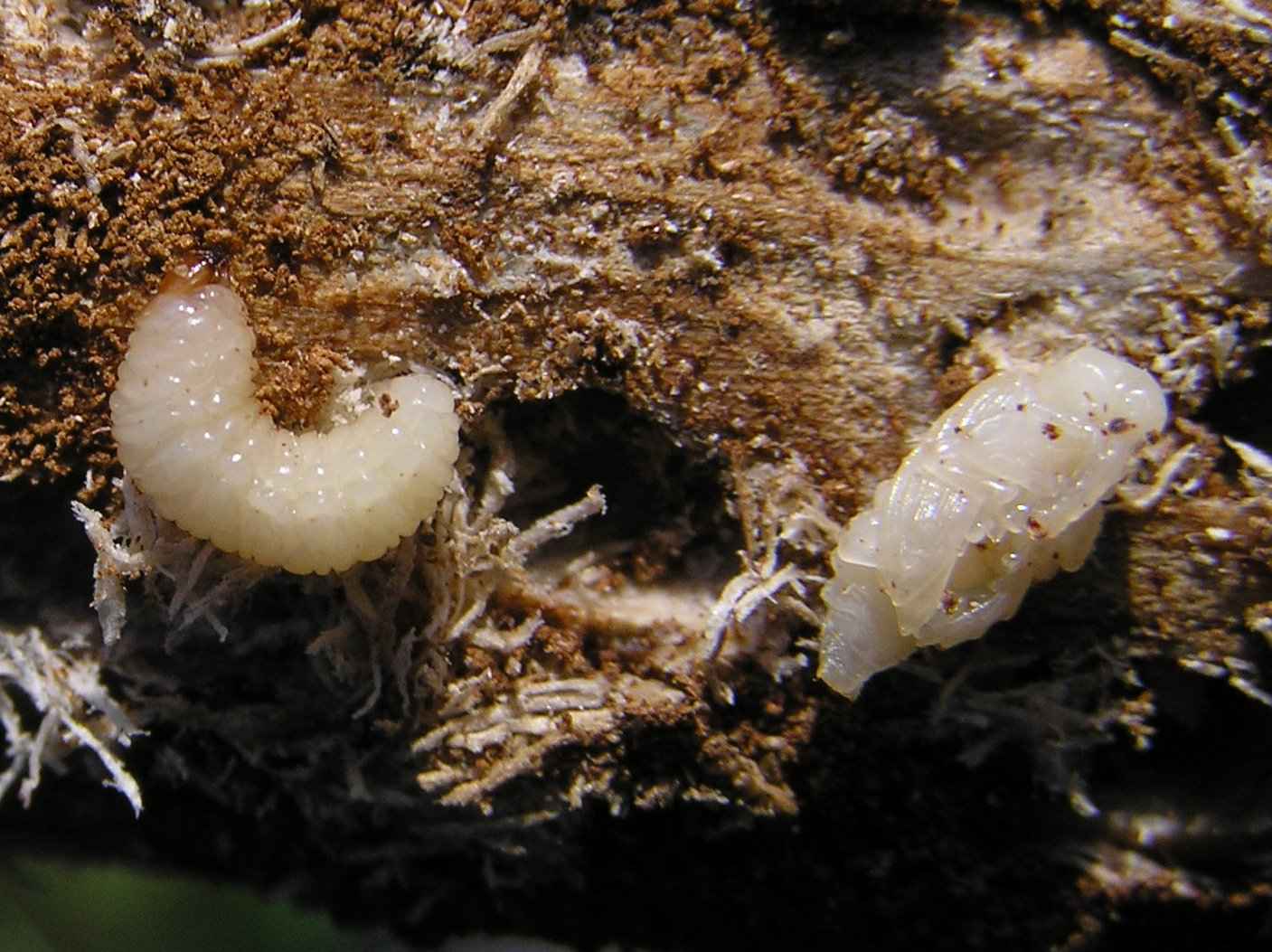
Pissodes notatus,larva y pupa